# 勇闖雷霆峰
《勇闖雷霆峰》（英語：The Eiger Sanction）是一部1975年上映的美國動作片，由克林·伊斯威特自導自演，改編自美國作家兼電影學者特瑞凡安（Trevanian）於1972年創作的小說。

## 劇情
強納森·韓拉克原是一名職業殺手，退休成為一位在大學任教的藝術史教授。
後來原本的殺手組織，以強納森所痴迷的畫家畢沙羅的畫作為額外酬勞，要他再次回歸組織執行殺手任務，強納森無奈只好接受任務，並且追蹤他鎖定的兩個目標，其中一個目標隱藏在一個登山隊裡面，而強納森必須在三名登山員中找出目標，一場無情追殺將在艾格峰展開......。

## 演員
- 強納森·韓拉克：克林·伊斯威特
- 斑·鮑曼：喬治·甘迺迪
- 潔蜜瑪·布朗：Vonetta McGee（英语：Vonetta McGee）
- 邁斯·謬勒：傑克·卡西迪（英语：Jack Cassidy）
- 龍先生：賽耶·大衛（英语：Thayer David）
- 包普：格雷戈里·沃爾科特（英语：Gregory Walcott）
- 卡爾·弗泰：萊納·舒納（英语：Reiner Schöne）
- 安德爾·邁爾：麥可·格林（英语：Michael Grimm）
- 強·保羅·蒙坦：讓·皮埃爾·伯納德（英语：Jean-Paul Montaigne）
- 安娜·蒙坦：海蒂·布呂爾（英语：Heidi Brühl）
- 亨利·伯格：法蘭克·雷蒙德（英语：Frank Redmond）
- 喬琪：Brenda Venus
- 龐絲：Susan Morgan

## 電影花絮
1972年克林·伊斯威特旗下公司馬爾帕索已跟特瑞凡安買下翻拍版權，不久小說開始出版。
而強納森的演員原本要請保羅·紐曼擔任，但是保羅認為電影內容太過暴力，婉拒了演出。小說家沃倫·墨菲受克林導演的聯繫，讓他共同加入編劇行列，克林希望劇情可以改編得較符合觀眾的口味。
此外克林在1974年夏季到優勝美地國家公園去做攀岩的相關訓練。拍攝過程中，一名名為大衛·諾斯的年輕替身演員，在開拍第二天不慎遭落石砸中身亡，一度中止了拍攝工作，但克林不希望該名年輕人白白犧牲，劇組提起勇氣繼續完成拍攝。

## 評價
許多影評人認為，克林對強納森這個角色的發揮得不夠完整，「花花公子雜誌」認為電影有「反龐德」的風格。但有人認為這是關於登峰攀岩類型電影的開山先河。